# Nuorgam
Nuorgam, en same du Nord Njuorggán, est un village-frontière finlandais de la municipalité d'Utsjoki, dans la région de Laponie. Il s'agit de la localité la plus septentrionale de Finlande.

## Présentation
| Localisation de la Finlande dans le Monde |

| Localisation de la Finlande dans le Monde |

Le village, situé sur la rive méridionale (droite) du fleuve Teno face à la Norvège, compte environ 200 habitants.
Le centre administratif de la municipalité est distant de 47 kilomètres.
Au nord-est du village, au milieu du lit du Teno, est situé un point de la frontière entre la Finlande et la Norvège qui est lieu le plus au nord de la Finlande, mais aussi de l'Union européenne.

## Économie

### Tourisme
Chaque été, de nombreuses personnes viennent non seulement pour admirer le jour continue, mais aussi pour pêcher le saumon sur le Teno, la zone de pêche la plus célèbre d'Alaköngäs. En hiver, d'aucuns pêchent sur le Tunturijärvi.
La zone sauvage de Kaldoaivi est située au sud du village.
Il y a de nombreux sentiers de randonnée et des pistes ski entre Nuorgam et le lac Sevetti, et 300 km de sentiers de motoneige balisés en hiver.
Nuorgam est également bien placé pour des excursions d'une journée en Norvège et dans l'océan Arctique à environ 30 kilomètres.
Depuis Le lac Iijärvi, il y a une route de canoë à travers la zone sauvage le long du fleuve Näätämöjoki jusqu'à la mer de Barents.

## Photographies

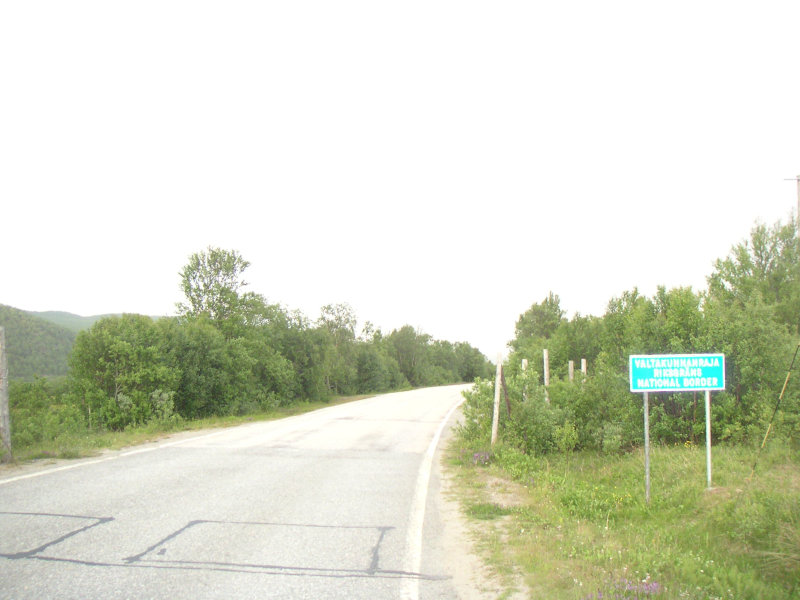
Frontière entre la Finlande et la Norvège, en quittant Nuorgam par l'est.
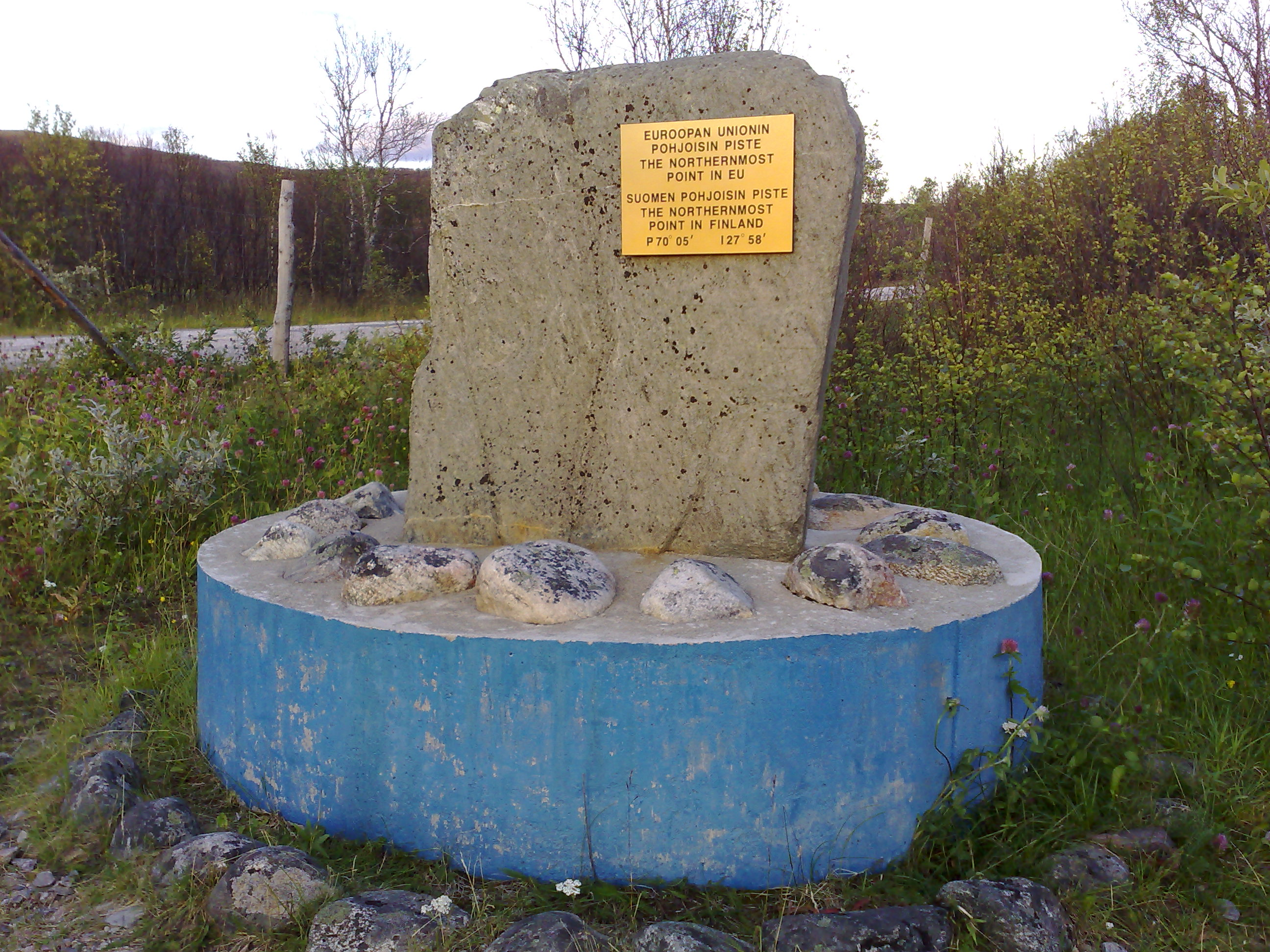
Le point le plus septentrional de la Finlande et de l'Union européenne.
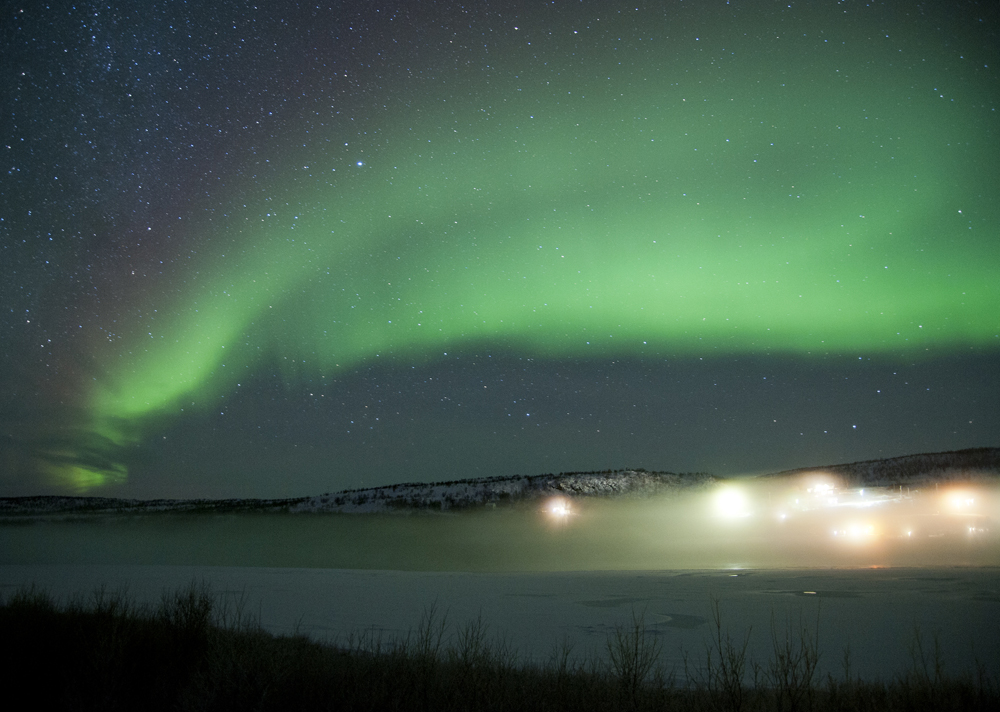
Aurores boréales à Nuorgam.

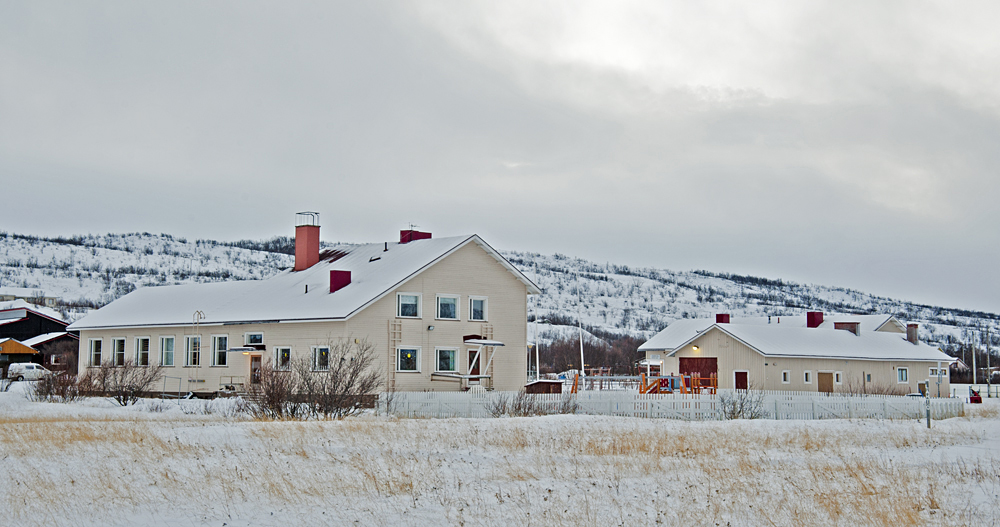
École primaire et maternelle de Nuorgam.
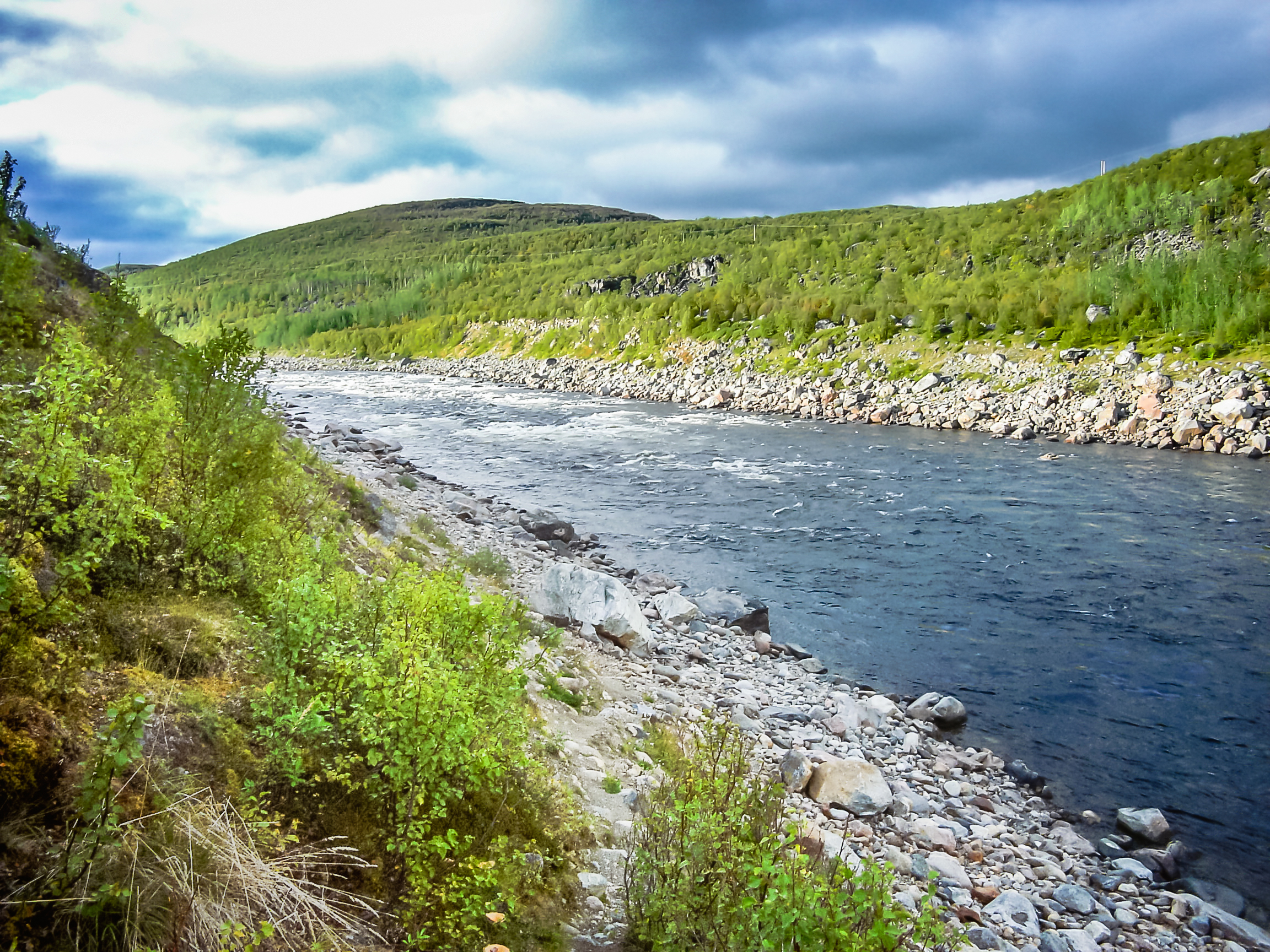
Rives du Teno.
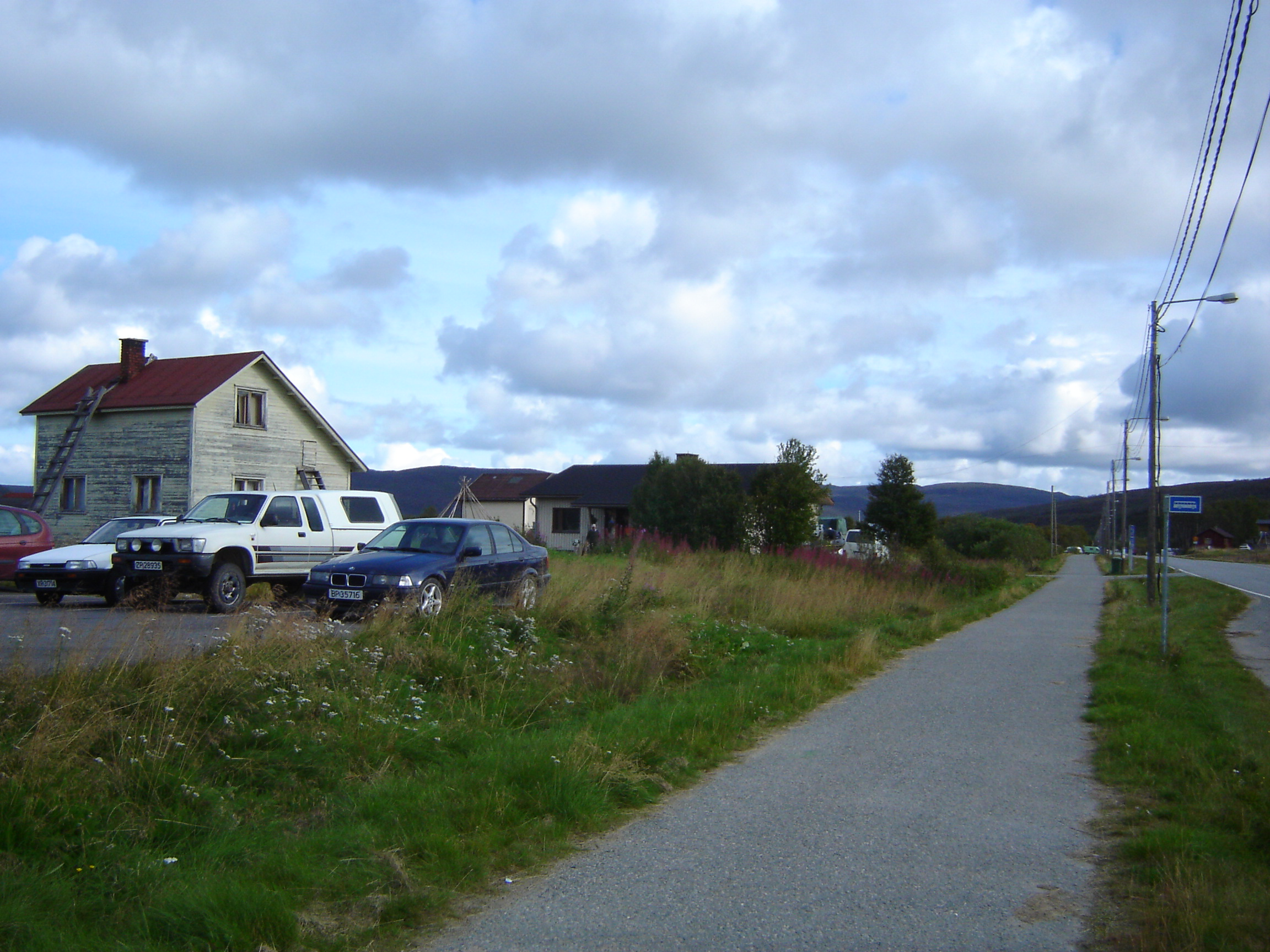
Vue du village de Nuorgam.